# Frauengrab von Dienstedt
Koordinaten: 50° 48′ 17″ N, 11° 10′ 9″ O
Das germanische Frauengrab von Dienstedt vom 3. Jahrhundert aus der spätrömischen Kaiserzeit wurde vom ehrenamtlichen Bodendenkmalpfleger Friedrich Gebser im Jahr 1837 nordöstlich bei Dienstedt in Stadtilm in Thüringen entdeckt und vom Museum für Ur- und Frühgeschichte Thüringens untersucht. Die Ausgrabung erfolgte in den Jahren von 1970 bis 1973 zusammen mit einer ebenfalls entdeckten Siedlung. Das Frauengrab, eine mit reichen Grabbeigaben versehene Körperbestattung, ist den Elitegräbern der Haßleben-Leuna-Gruppe zugeordnet. Man nimmt an, dass es Teil eines Gräberfeldes war.
Silberne Armringe, ein Bernsteincollier, eine Silberfibel und römische Importgefäße aus Bronze heben ebenso wie der massive Silberhalsring mit birnenförmiger Öse und zwei große runde Dosenfibeln die Bestattung als außergewöhnlich hervor. Die Dosenfibeln werden als einzigartige Arbeit eines germanischen Meisters aufgefasst, dessen Werkstatt wahrscheinlich in der zeitgleichen Siedlung im Raum Dienstedt stand.
Das Frauengrab sowie die analog entdeckte elbgermanische Siedlung von Dienstedt werden von der historischen Forschung traditionell den Hermunduren zugeschrieben.

## Fundbeschreibung
Das reiche Frauengrab wurde zusammen mit großen Teilen der Siedlung ausgegraben. Das Grab wird in die Jahrzehnte um 300 datiert. Es wird nach dem Wert der Grabbeigaben der zweitreichsten Gruppe der germanischen Elitegräber der Haßleben-Leuna-Gruppe zugeordnet, da kein Goldfund dabei ist. Die während der Ausgrabungen gefundene hochwertige Drehscheibenkeramik, die wie römische Importware wirkt, unterstreicht den besonderen Status des Frauengrabes und der Siedlung. Werkstätten für Drehscheibenware wurden bisher nur an wenigen Fundplätzen – so bei Haßleben und Leuna – nachgewiesen. Die Keramik dieser Werkstätten kommt meist als Grabbeigaben bei Gräberfeldern mit Körperbestattungen der Haßleben-Leuna-Gruppe, das heißt in Elitegräbern der Gruppe 1a vor. Von den Grabbeigaben der Körperbestattung der reichen Germanin bei Dienstedt sind römische Importgefäße und etlicher Silberschmuck erhalten.
Das Schmuckensemble der Germanin umfasst einen silbernen Halsring (Durchmesser: 16,9 cm) mit einem schlüssellochförmigen Haken- und Ösenverschluss, der zur Hälfte mit Drahtspiralrollen umwickelt ist, die mit sechs kleinen gewulsteten Goldblechzylindern kombiniert sind; zwei silberne Drahtarmringe (Durchmesser: 6,5 bis 7 cm) mit verschiebbarem Verschluss; eine silberne Nadel (Länge noch 9,9 cm) mit doppelkonischem Kopf, quergeriffeltem Hals und Schaft; eine beinerne Nadel; eine silberne zweigliedrige Armbrustfibel mit dreieckigem Fuß und vier gerieften Ringen auf dem Bügel (Länge: 5,2 cm, Typ Almgren VI, 175); ein Kollier aus verschieden geformten Berlocken und verzierten silbernen Axtanhängern, silbernen S-förmigen Schließhaken, zwei Glas- und 20 Bernsteinperlen; ein Paar prunkvoller, teils vergoldeter Tutulusfibeln aus Silberblech, (Durchmesser: 7,8 cm, Höhe: 5,7 cm).
Die ungewöhnlichen Prachtfibeln hat Gustav Eichhorn auseinandergenommen und genau beschrieben: „Die Fibel hat die Konstruktion einer zweigliedrigen Armbrustfibel. Auf dem Bügel sitzt eine kunstvoll gearbeitete Dose, die sich, wie die Zerlegung derselben ergab, aus drei Hauptteilen aufbaut: einem kegelförmigen Deckelstück, einem zylindrischen Mittelstück und dem Boden (…)“. Die Größe und das Gewicht dieser einzigartigen Fibeln sprechen für eine Funktion als Schließe für einen Umhang oder nur als Repräsentationsstück. Sie stellen in Form und Verzierungstechnik Unikate dar.
An weiteren Beigaben ist römische Importware zu nennen: ein römisches Messer mit silberbeschlagenem, elfenbeinernem Griff; ein Hemmoorer Eimer sowie ein Bronzebecken mit drei beweglichen Ringen.

## Kunstgeschichtliche Bedeutung
Sehr bedeutsam für die Kunstgeschichte auf dem Gebiet der germanischen Goldschmiedekunst sind die beiden Dosenfibeln, die nach Ausführung und Größe als Fund im kontinentalgermanischen Bereich einmalig sind.
Gustav Eichhorn, Joachim Werner und Sigrid Thomas haben den Metallschmuck nach Konstruktion, Dekor und kunstgeschichtlichem Stellenwert ausführlich beschrieben.
Die Prachtfibeln mit ihrer Verzierung aus zonenförmig angeordnetem Perldraht und silbernen Nietstiften sind mit einer der Zierscheiben aus dem Thorsberger Moor und den Hakenkreuzfibeln vom Typ Häven gleichrangig. Nach Vorbildern im provinzialrömischen Gebiet (Typ Stockbronner Hof) entstanden diese Prunkscheibenfibeln vom Typ Dienstedt in Mitteldeutschland, wo in ähnlicher Form weitere Funde bekannt sind, so in Freienbessingen und in weiterem Sinn auch in Haßleben. Die dienstedter Prunkfibeln wurden dann zum Vorbild für die im Norden Niedersachsens entstandenen Tutulusfibeln des 4. und 5. Jahrhunderts.
Das Kollier zieren achterförmige Bernsteinperlen, wie sie während des ganzen 4. Jahrhunderts im Barbaricum verbreitet sind. Nach der Achterform gehen sie wohl auf spätrömische Ösenperlen aus kobaltblauem Glas zurück. Die silbernen Axtanhänger der Kette haben in Mitteldeutschland zahlreiche Parallelen, etwa in Haßleben, und kommen von Schleswig-Holstein bis zum Karpatenraum vor, wo sie auf Vorbilder im dakisch-sarmatischen Gebiet zurückgehen. Seit Beginn der römischen Kaiserzeit nachgewiesen, gehören sie ganz klar in die späte Kaiserzeit und die frühe Völkerwanderungszeit und sind Zeichen eines Axtkultes.
Der Halsring gehört zum weit verbreiteten Typ mit birnenförmiger Öse (wird auch als Schlüsselloch-Öse bezeichnet), der in Mitteldeutschland, in Ungarn, im Mainzer Umland, in Ostdeutschland und Südskandinavien häufig vorkommt. Sie sind manchmal aus Gold, sonst aus Silber oder Bronze gefertigt. In Mitteldeutschland kommt nur Silber oder Gold vor. Doch gehört der Dienstedter Ring zu den Sonderformen wie ebenfalls das Exemplar aus Haßleben, Grab 8, oder der Ring aus Häven.
Silberne Halsringe mit birnenförmiger Öse aus Gold wurden nur in Elitegräbern germanischer Frauen gefunden. Aus einer der Werkhütten von Dienstedt stammt das Halbfabrikat eines solchen Halsringes. Es entspricht ganz dem Typ aus dem Frauengrab von Dienstedt. Anhand dieses Halbfabrikats ließ sich feststellen, dass diese Ringe aus Vierkantstäben gefertigt und das Ösenende ausgeschmiedet wurde.
Die Feinschmiedekunst der Tutulusfibeln und des Halsringes hebt das Grab trotz des fehlenden Goldschmucks über das Niveau der Gräber-Gruppe I b nach Wolfgang Schlüter.

## Ausstellung
Die herausragenden Funde des Frauengrabes von Dienstedt sind Teil der Archäologischen Sammlungen der Friedrich-Schiller-Universität Jena.